# Paso Real, Ozuluama de Mascareñas
Paso Real är en ort i Mexiko.   Den ligger i kommunen Ozuluama de Mascareñas och delstaten Veracruz, i den sydöstra delen av landet, 280 km norr om huvudstaden Mexico City. Paso Real ligger 33 meter över havet och antalet invånare är 820.
Terrängen runt Paso Real är platt. Runt Paso Real är det glesbefolkat, med 11 invånare per kvadratkilometer. Paso Real är det största samhället i trakten. Trakten runt Paso Real består till största delen av jordbruksmark.